# Leopardus emiliae
El Gato de Emilie (Leopardus emiliae) es una especie de mamífero carnívoro de la familia de los felinos y del género Leopardus, que se distribuye en selvas y bosques del nordeste de América del Sur. Sus poblaciones fueron durante varias décadas incluidas en Leopardus tigrinus, sin embargo, en 2017 fue reconocida su singularidad específica, sustentándose en varias evidencias, entre las que se destacan diferencias genéticas, morfológicas (craneales) y cromáticas, apoyadas en un patrón geográfico concordante.

## Taxonomía
Descripción original
Esta especie fue descrita originalmente en el año 1914 por el mastozoólogo británico Michael Rogers Oldfield Thomas con el nombre científico de Felis emiliae, relacionándola al grupo Felis guttula.
Holotipo
El ejemplar holotipo designado es el catalogado como: B.M. 13.12.18.3 (número original: 11); se trata de un macho adulto. Fue capturado por la doctora Emilie Snethlage el 24 de mayo de 1910. Se encuentra depositado en el Museo de Historia Natural de la ciudad de Londres (BMNH).
Otro espécimen (MPEG588), fue entregado a las autoridades del Museo Paraense Emilio Goeldi, institución de investigación de la región amazónica ubicada en la ciudad de Belém, estado de Pará (Brasil).
Localidad tipo
La localidad tipo referida es: “Ipu, Ceará, Brasil”.  Esta localidad se ubica en el extremo oriental de la sierra da Ibiapaba, al noroeste del estado de Ceará, en las coordenadas: 04°19′S 41°42′O / -4.317, -41.700 y a una altitud de 300 m s. n. m..
Etimología
Etimológicamente, el término genérico Leopardus viene de la idéntica palabra del latín, y esta deriva de la palabra en el idioma griego leopardos, construida con el término leon, con el que se designaba al 'león', y pardos que significa 'pantera macho', este último se origina en el sánscrito prdakuh, palabra con que se identificaba a una 'pantera'. El epíteto específico emiliae es un epónimo que refiere al nombre de la persona que descubrió a la especie y a quien fue dedicada, la doctora Emilie Snethlage.
Historia taxonómica
En el año 1919, el zoólogo estadounidense Joel Asaph Allen la consideró solo una subespecie de Felis guttula, a la vez que incorporaba a esta a su nuevo género: Oncilla, quedando de este modo como Oncilla guttula emiliae.
En el año 1961, Ingrid Weigel mantuvo al taxón como subespecie, pero transfiriéndolo a otra especie, O. pardinoides, es decir Oncilla pardinoides emiliae.
Tanto en el año 1958 como en 1961, el zoólogo y paleontólogo español —nacionalizado argentino— Ángel Cabrera Latorre, sinonimizó a este taxón en una subespecie de otra especie: Felis (Leopardus) tigrina tigrina. La causa que esgrimió para cuestionar su validez fue que Thomas, al describirla, no había comparado su material con especímenes de la Guayana Francesa, que es donde proviene el ejemplar tipo de Felis tigrina, de allí que la incluyera en su subespecie típica. Esta decisión fue seguida por autores posteriores durante el resto del siglo XX y primeros lustros del siglo XXI; solo algunos autores efectuaron alteraciones en su asignación genérica o subgenérica, optando por elevar a Leopardus a género pleno, o incluyéndola en cambio en Oncifelis con categoría genérica o subgenérica (dentro de Felis).
En el año 2013, un estudio molecular sobre este grupo de felinos del este de Brasil efectuado por Tatiane C. Trigo, Alexsandra Schneider, Tadeu G. de Oliveira, Livia M. Lehugeur, Leandro Silveira, Hales R. O. Freitas y Eduard Eiziriko, no encontró evidencia de flujo de genes entre la población septentrional, la que habita en el nordeste de Brasil y que identificaban bajo L. tigrinus (la que terminaría siendo rehabilitada como L. emiliae) respecto a la situada al sur de la misma (con distribución en el sudeste de Brasil) identificada como Leopardus guttulus, a pesar de que ambas poseen distribuciones geográficas contiguas. Además, ambas son genéticamente distinguibles.
Finalmente, Fabio Oliveira do Nascimento y Anderson Feijó publicaron en el año 2017 un estudio sobre este grupo de felinos, en el cual se buscó delimitar e identificar los distintos taxones que lo componen y, en cada uno, describir su variación individual, sexual, poblacional y geográfica, delinear su distribución geonómica, proporcionar su sinonimia y atribuirle su nombre válido, definiendo su categoría taxonómica más adecuada. Para delimitarlos y definirlos se empleó para ello el análisis crítico de sus rasgos morfológicos y morfométricos. Concluyeron que las poblaciones tradicionalmente englobadas como L. tigrinus, según patrones morfológicos y geográficos consistentes, podían ser subdivididas conformando 3 morfogrupos, y que había múltiples razones bien fundadas para no considerar a estos como subespecies de una misma especie sino asignarles una categoría de especie plena a cada uno de ellos, por lo que para el morfogrupo 2 se rescató de la sinonimia el nombre propuesto por Thomas, adjudicándole la combinación Leopardus emiliae. Las 3 especies propuestas cuentan con patrones cromáticos distintivos, los que no se superponen entre sí, ni siquiera en sitios cercanos. Las mediciones craneales de las tres también permiten una clara separación.

## Características
Es un gato de tamaño pequeño, con promedios de longitud total de 753 mm, de longitud de cabeza y cuerpo 464 mm, de longitud de la cola 288 mm, de longitud del pie posterior 110 mm, de longitud de la oreja de 45 mm y de masa corporal 1924 gramos.
Esta especie se caracteriza por presentar un color general que varía de marrón-amarillento claro a amarillo pálido o gris esfumado pálido. Exhibe rosetas de pequeño tamaño (de bordes negros discontinuos y muy finos) las que rara vez forman pequeñas bandas oblicuas. El vientre puede ser de color blanco, gris muy claro o levemente amarillento, salpicado con manchas oscuras de tamaño mediano y pequeño.

## Distribución y hábitat
Leopardus emiliae se distribuye de manera endémica en el norte, nordeste y centro de Brasil, en los estados de: Alagoas, Bahía, Ceará, Goiás, Maranhão, Pará, Paraíba, Pernambuco, Río Grande del Norte y Tocantins.
Hacia el sur llega a la porción austral del estado de Bahía, siendo reemplazado en el norte de Espírito Santo por las poblaciones más septentrionales de Leopardus guttulus. El límite norte lo constituye la margen austral (derecha) del río Amazonas, curso fluvial que lo separa de la distribución de Leopardus tigrinus.
Leopardus emiliae habita en bosques xéricos, sabanas y selvas en los biomas de la caatinga, del cerrado, de la selva amazónica y de la mata atlántica.